# Lysias
Lysias (græsk: Λυσίας) (ca. 445 f.v.t. – ca. 380 f.v.t.) var en logograf (taleskriver) i antikkens Grækenland. Han var en af de ti attiske oratorer, der er medtaget i den "alexandriske kanon" samlet af Aristofanes fra Byzans og Aristarchos fra Samothrake i det tredje århundrede f.v.t.
Han levede af at skrive taler for dem, der havde råd til det, ofte i forbindelse med straffesager.